# Eric Rosjö
Eric Rosjö (* 11. Oktober 1998) ist ein schwedischer Skilangläufer.

## Werdegang
Rosjö, der für den IFK Mora SK startet, nahm bis 2018 vorwiegend an Juniorenrennen teil. Dabei belegte er bei den Olympischen Jugend-Winterspielen 2016 in Lillehammer den 22. Platz im Cross, den 18. Rang im Sprint und den neunten Platz über 10 km Freistil. Sein erstes Rennen im Scandinavian-Cup absolvierte er im Dezember 2016 in Lillehammer, welches er auf dem 122. Platz im Sprint beendete. Bei den Junioren-Skiweltmeisterschaften 2017 in Soldier Hollow kam er auf den 48. Platz über 10 km Freistil, auf den 39. Rang im Sprint sowie auf den 14. Platz im Skiathlon. Im März 2017 wurde er schwedischer Juniorenmeister im 20-km-Massenstartrennen. Bei den Junioren-Skiweltmeisterschaften im folgenden Jahr in Goms lief er auf den 47. Platz über 10 km klassisch, auf den 11. Rang im Skiathlon und auf den siebten Platz mit der Staffel. In der Saison 2018/19 gab er in Cogne sein Debüt im Weltcup, welches er auf dem 52. Platz über 15 km klassisch beendete und belegte bei den U23-Weltmeisterschaften 2019 in Lahti den 37. Platz über 15 km Freistil, den 24. Rang im Sprint sowie den 20. Platz im 30-km-Massenstartrennen. Bei den U23-Weltmeisterschaften 2020 in Oberwiesenthal kam er auf den 32. Platz über 15 km klassisch, auf den 29. Rang im Sprint und auf den 20. Platz im 30-km-Massenstartrennen. In der Saison 2021/22 holte er mit dem 48. Gesamtrang bei der Tour de Ski 2021/22 seine ersten Weltcuppunkte. Nach den Plätzen 13, fünf und eins bei FIS-Rennen in Bruksvallarna zu Beginn der Saison 2022/23 errang er beim Weltcup in Ruka den 29. Platz über 10 km klassisch und den 18. Platz in der Verfolgung.